# Ravni kotari

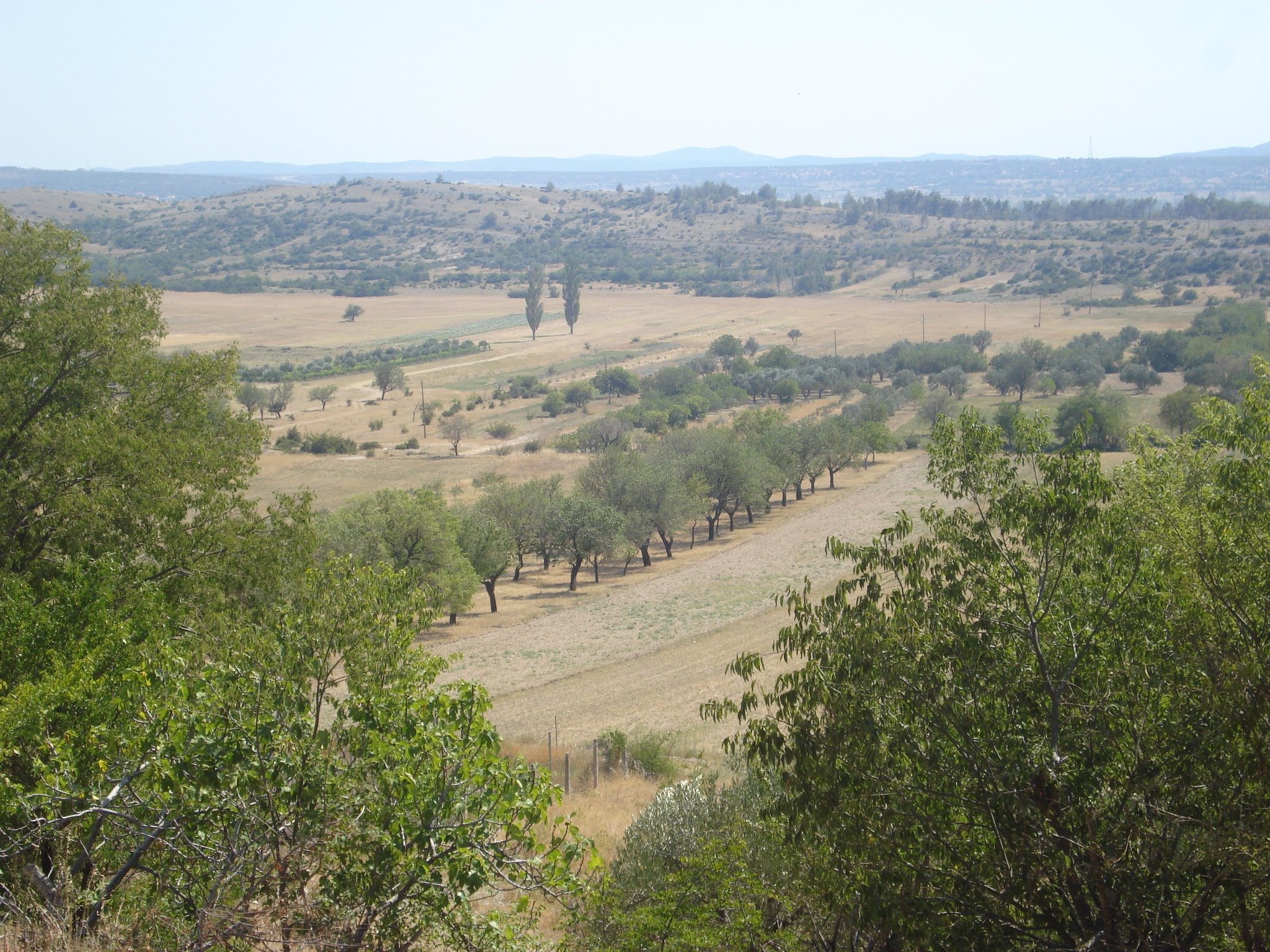
Ein Teil der Region Ravni kotari beim Dorf Ostrovica in der Gemeinde Lišane Ostrovičke, von Norden nach Süden aus gesehen

Als Ravni kotari (deutsch etwa „ebene Bezirke“) bezeichnet man das Umland und Hinterland der norddalmatinischen Stadt Zadar in Kroatien, das sich südöstlich bis zur Mündung des Flusses Krka erstreckt. Es zählte vor den Jugoslawienkriegen zu den am stärksten ethnisch gemischten Regionen innerhalb Jugoslawiens. Heute ist es eine landwirtschaftlich relativ weit entwickelte Gegend, mit Gewächshauskulturen sowie mit vielen Obst- und Weingärten.

## Lage
Die Region erstreckt sich vom Norden der Halbinsel Vrsi bis nach Benkovac, das gleichzeitig als administratives Zentrum der Region gilt, und weiter bis nach Skradin. Sie grenzt im Nordosten, Osten und Südosten an das dalmatinische Hinterland, die Bukovica und die Zagora, sowie im Norden an die Insel Pag. Administrativ ist sie zwischen den Gespanschaften Zadar und Šibenik-Knin geteilt.

## Geschichte
Die ersten Siedler der Region waren, wie in ganz Dalmatien, die Illyrer, die hier die Siedlung Diadora (kroatisch: Zadar) gründeten. Im 2. Jahrhundert v. Chr. unterwarfen die Römer Zadar und damit auch das gesamte Umland der Stadt.
Größere Bedeutung erhielt die Region wieder nach dem Niedergang des weströmischen Reiches, als Zadar Hauptstadt des byzantinischen Themas Dalmatien wurde.
Mit der Landnahme der Slawen auf dem Balkan im 7. und 8. Jahrhundert n. Chr. waren die römischen und illyrischen Siedler mehr und mehr verdrängt worden und nun besiedelten die Kroaten dieses Gebiet. Im 7. bis 11. Jahrhundert hatten einheimische kroatische Herrscher die Herrschaft über das Gebiet inne, bis Kroatien 1102 eine Personalunion mit Ungarn bildete.
Zwischenzeitlich, um das Jahr 1000, wurden die Teile des Gebiets unter venezianischen Schutz gestellt, nachdem die Herrschaft lange zwischen sich bekämpfenden Franken und Byzantinern gewechselt hatte.
Ab Anfang des 12. Jahrhunderts folgten mehrere Angriffe Venedigs auf Zadar, bis die Stadt während des vierten Kreuzzugs 1202 erobert wurde. Mit dem Aufstieg des großserbischen Königreichs im 14. Jahrhundert unter Stefan Dušan, siedelten auch orthodoxe Serben in Dalmatien und somit auch nach Ravni kotari, wo sie drei serbische Klöster in der benachbarten Bukovica gründeten.
Als die osmanische Expansion nach Europa anfing und sich verbreitete, wurde die Region nach kroatischen Verlusten in der ersten Hälfte des 16. Jahrhunderts teilweise zwischen Venedig und den Osmanen aufgeteilt. Hierbei fungierte das Dorf Islam als Grenzpunkt. Das serbisch-orthodoxe Dorf Islam Grčki und der östliche Teil der Region wurden unter osmanische Herrschaft gestellt und das kroatische römisch-katholische Islam Latinski und das westliche Gebiet der Ravni kotari waren in venezianischer Hand.
Venedig fiel im Jahr 1797 und die Ravni Kotari und Zadar gingen an Habsburgermonarchie über. Letztere musste die Region 1805 an Frankreich abtreten, das sie zu den illyrischen Provinzen schlug. Zur Zeit der französischen Herrschaft erschien in Zadar die erste Zeitung in kroatischer Sprache, der Kraljski Dalmatin (1806–1810).
Im Dezember 1813 kam die Region nach einer sechstägigen Beschießung Zadars durch Kapitulation wieder an Habsburgermonarchie, in dessen Besitz es bis 1918 blieb. Die Region gehörte nun zum Königreich Dalmatien, das eines der habsburgischen Kronländer war.
Nach dem Ersten Weltkrieg fiel Zadar durch den Grenzvertrag von Rapallo (1920) an Italien, die Ravni kotari gehörten jedoch nun dem Königreich der Serben, Kroaten und Slowenen (später „Königreich Jugoslawien“ genannt) an. Zadar bildete also eine italienische Exklave im ansonsten jugoslawischen Dalmatien.
Mit dem Balkanfeldzug der Achsenmächte im Jahr 1941 fielen die Ravni kotari, wie ebenso das übrige Dalmatien, an das faschistische Italien, bzw. den Unabhängigen Staat Kroatien. Diese Zeit war von blutigen Auseinandersetzungen der Bevölkerung gegen die Besatzer, aber auch untereinander geprägt. So führten Kroaten und Serben einen Untergrundkrieg gegen die Italiener, bekämpften sich aber auch gegenseitig auf sehr brutale Weise.

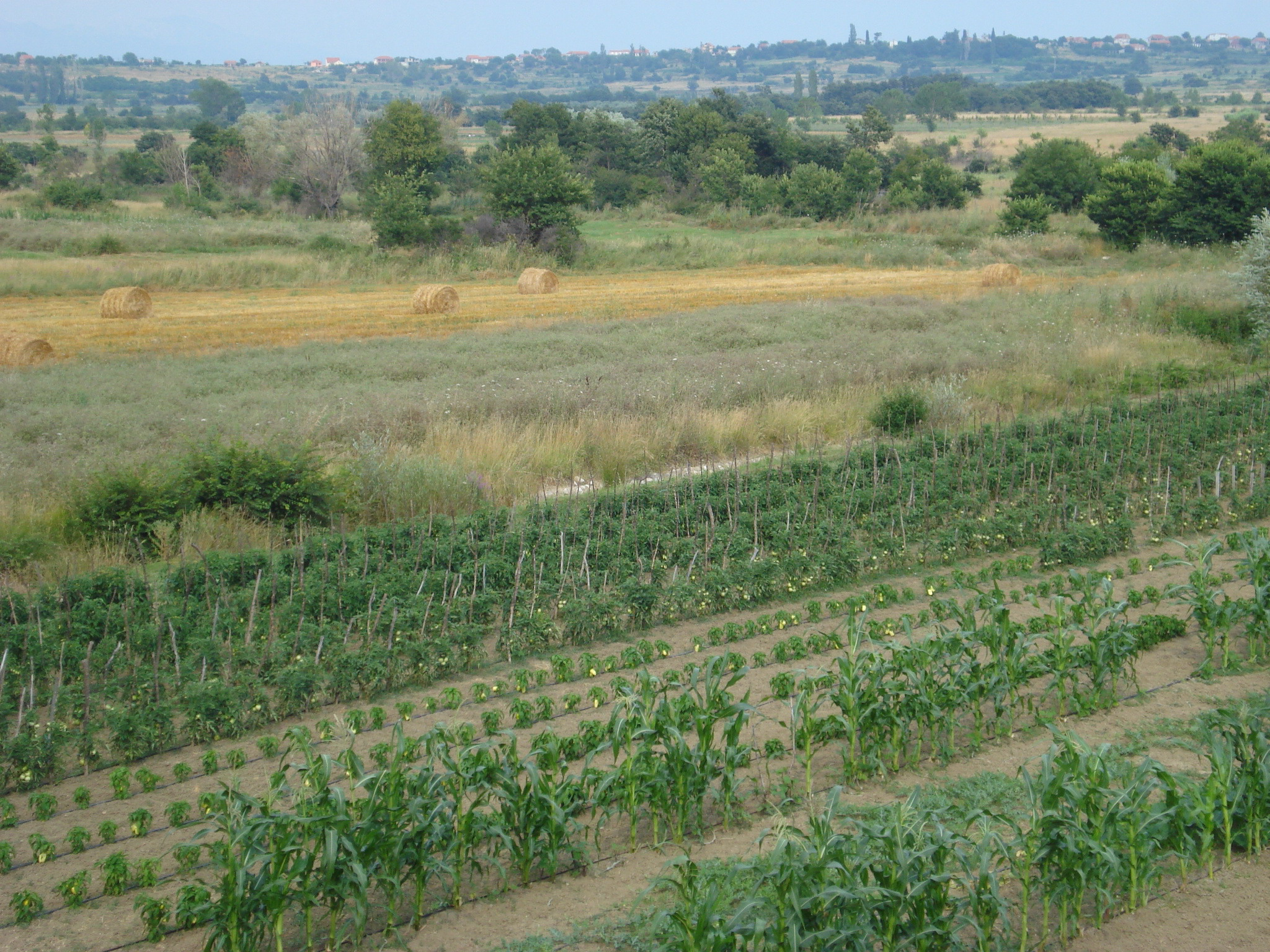
Ein Teil der Region Ravni kotari beim Dorf Posedarje im Nordosten

Als der Zweite Weltkrieg sich dem Ende neigte und der Zusammenbruch der faschistischen Organisationen in Jugoslawien (serbische Četniks und kroatische Ustaša ) und der Besatzer sich abzeichnete, eroberte die Jugoslawische Volksbefreiungsarmee das Gebiet und beendete damit die Kampfhandlungen. Seit dem Ende des Zweiten Weltkriegs gehörte das Gebiet dem kommunistischen bzw. sozialistischen Jugoslawien an.
Schließlich wurden die Ravni kotari seit 1991 und dem Kroatienkrieg ein Teil des Territoriums der unabhängigen Republik Kroatien.

## Bevölkerung
Ähnlich wie in der benachbarten Bukovica, veränderte sich die ethnische Zusammensetzung der Bevölkerung der Ravni kotari im Laufe der Geschichte mehrmals angesichts der Kriege, welche die Gegend zu erleiden hatte. Nach dem Abzug der Osmanen bildeten die Kroaten und Serben fast die gesamte Bevölkerung. Im Landesinneren (Richtung Bukovica und Knin) nach dem Zweiten Weltkrieg stellten Serben die Bevölkerungsmehrheit. In Zadar und dem Küstengebiet, sowie Biograd na Moru waren Kroaten in der Mehrheit, und der Bevölkerungsanteil der Serben, beispielsweise, in Zadar bis 1991 ca. 20 % und in Biograd na Moru ca. 10 % betrug.
Mit dem Beginn des Kroatienkrieges 1991 eroberte die Jugoslawische Volksarmee die mehrheitlich serbischen Dörfer und Gemeinden der Ravni kotari und begann mit der Belagerung Zadars. Die Belagerung dauerte bis 1993 an, als die kroatische Armee mit der Maslenica-Offensive begann, bei der die Maslenica-Brücke zerstört wurde. Die nun serbische Armee (die Jugoslawische Volksarmee hatte sich 1992 offiziell aufgelöst) musste sich zurückziehen, und fast die ganze Gegend wurde von der kroatischen Armee erobert.
Heute leben die kroatische Mehrheit und die serbische Minderheit im Frieden. Sie beschäftigen sich vor allem mit der Landwirtschaft, und zwar besonders mit Obstbau, Weinbau, Gemüsebau und Zierpflanzenbau.

## Bedeutende Persönlichkeiten
- Ivan Prenđa (* 1939, † 2010), Erzbischof von Zadar
- Nikola Dragaš (* 1944), dreifacher Weltmeister im Kegeln (1972, 1974 und 1976)
- Vladan Desnica (* 1905, † 1967), Schriftsteller
- Josip Genda (* 1943, † 2006), Schauspieler
- Šime Đodan (* 1927, † 2007), Politiker
- Drago Krpina (* 1960), Politiker
- Joso Škara (* 1958), Politiker
- Janković Stojan, Heerführer der dalmatinischen Serben und Widerstandskämpfer gegen das osmanische Reich
- Vuk Mandušić, ebenfalls Heerführer der dalmatinischen Serben und Widerstandskämpfer gegen das osmanische Reich
- Kamilo Toncic-Sorinj (* 1878, † 1961), österreich-jugoslawischer Architekt und Museumsleiter
- Savatije Ljubibratić, serbischer Bischof